# Lawrence G. Blochman
Lawrence Goldtree Blochman (San Diego, 17 febbraio 1900 – New York, 22 gennaio 1975) è stato uno scrittore e sceneggiatore statunitense autore di romanzi gialli.

## Biografia
Lawrence Goldtree Blochman nasce il 17 febbraio 1900 a San Diego dal bancario Lucien A. Blochman e da sua moglie Haidee Goldtree.
Ottenuto un B.A. all'Università della California - Berkeley nel 1921, lavora come giornalista per riviste statunitensi quali The San Francisco Bulletin, The San Diego Evening Tribune e The San Diego Sun ed è corrispondente estero per l'Estremo Oriente e l'Europa .
Durante la seconda guerra mondiale è impiegato presso lo United States Office of War Information e nel biennio 1948-49 è presidente del Mystery Writers of America.
Autore di numerosi romanzi e racconti gialli, riceve nel 1951 il Premio Edgar per il miglior racconto breve (alla sua prima edizione) con Diagnosis: homicide.
Muore a 74 anni il 22 gennaio 1975 a New York a causa di un ictus.

## Opere principali

### Serie Ispettore Prike
- Bombay Mail (1934)
  - Il terrore sul Bombay-postale: romanzo poliziesco indiano, Milano, Edizioni Attualità, 1940 traduzione di Secondo Gerevini
  - Il terrore sul Bombay-postale: romanzo tedesco, Cremona, Cremona Nuova, 1943 traduzione di Secondo Gerevini
- Bengal Fire (1937)
- Intrigo a Darjeeling (Red Snow at Darjeeling, 1938), Milano, Ponzoni, 1961

### Serie Dr. Coffee
- Recipe for Homicide: a Dr. Coffee Mystery (1952)

### Altri romanzi
- Midnight Sailing (1939)
- Blow-Down: a story of Murder in the Tropics Blowdown (1940)
- Wives to Burn (1940)
- Death Walks in Marble Halls (1942)
- Ci vediamo all'obitorio (See You at the Morgue, 1945), Roma, G. Casini, 1953
- Pursuit (1951)
- Rather Cool for Mayhem (1952)

### Raccolte di racconti
- The Dog from Singapour (1941)
- Diagnosis : Homicide (The Casebook of Dr. Coffee) (1950)
- Clues for Dr. Coffee : A second Casebook (1964)

### Saggi
- Doctor Squibb: The Life and Times of a Rugged Idealist (1958)
- My Daughter : Maria Callas (1960)
- Alone No Longer: the Story of a Man who refused to be one of the Living Dead (1963)
- Are You Misunderstood ? (1965)
- Understanding your Body (1968)
- Wake up your Body (1970)

## Filmografia parziale

### Cinema
- Scandalo (Edna Ferber's Glamour), regia di William Wyler (1934) (sceneggiatura non accreditato)
- Bombay Express (Bombay Mail), regia di Edwin L. Marin (1934) (soggetto)
- Secret of the Chateau, regia di Richard Thorpe (1934) (soggetto)
- La moglie di Frankenstein (Bride of Frankenstein), regia di James Whale (1935) (sceneggiatura non accreditato)
- Pursuit, regia di Edwin L. Marin (1935) (soggetto)
- Chinatown Squad, regia di Murray Roth (1935) (soggetto)

### Televisione
- Suspense (1949-1954) Serie TV (1 episodio)
- Lux Video Theatre (1950-1957) Serie TV (2 episodi)
- Four Star Playhouse (1952-1956) Serie TV (1 episodio)
- Diagnosis: Unknown (1960) Serie TV (8 episodi)

## Premi e riconoscimenti
- Premio Edgar per il miglior racconto breve: 1951 vincitore con Diagnosis: homicide